# Chionaema denigrata
Chionaema denigrata är en fjärilsart som beskrevs av Cerny 1993. Chionaema denigrata ingår i släktet Chionaema och familjen björnspinnare. Inga underarter finns listade i Catalogue of Life.